# 모듈라-3
모듈라-3(Modula-3)는 모듈라-2+로 알려진 모듈라-2 업그레이드판의 뒤를 잇는 프로그래밍 언어이다. 자바, C 샤프, 파이썬 등 언어 디자인에 영향을 준 연구단체들에 영향을 주고 있으나 산업에 크게 채택되지는 않고 있다. 루카 카델리, James Donahue, Lucille Glassman, Mick Jordan, Bill Kalsow, Greg Nelson이 1980년대 말에 설계했다.
모듈라-3의 주된 기능은 시스템 프로그래밍 언어의 힘을 그대로 유지하는 단순성과 안전이다.

## 문법
"Hello, World!" 프로그램 예시는 다음과 같다.
```
MODULE
 
Main
;

IMPORT
 
IO
;

BEGIN

  
IO
.
Put
(
"Hello World\n"
)

END
 
Main
.

```